# George Fenneman
George Fenneman est un acteur américain né le 10 novembre 1919 à Pékin (Chine), décédé le 29 mai 1997 à Los Angeles (Californie).

## Biographie
George Fenneman est une figure populaire de la télévision américaine des années 50 et 60. Il a notamment été le co-présentateur de Groucho Marx dans l'émission à succès You bet your life à la radio à partir de 1947, puis à la télévision sur la chaîne NBC de 1950 à 1961. Sa voix claire, son élégante discrétion et son charisme de gentleman étaient les pendants idéaux de l'humour cocasse et des jeux de mots paillards de Marx.
Dans les années 50, il apparaissait souvent dans les émissions pour enfant du The Mickey Mouse Club lors de segments sur la nature et la science.

## Filmographie
- 1951 : La Chose d'un autre monde (The Thing from Another World) : Dr Redding
- 1953 : Mystery Lake : Bill Richards
- 1953 : Tonga Tika : Narrator
- 1954 : Stormy, the Thoroughbred : Narrator
- 1958 : The Pigeon That Worked a Miracle (TV) : Narrator (voix)
- 1960 : L'Inconnu de Las Vegas (Ocean's Eleven) : Voice on phone talking to Sheriff Wimmer
- 1967 : How to Succeed in Business Without Really Trying : TV Announcer
- 1969 : Histoire d'un meurtre (Once You Kiss a Stranger…) de Robert Sparr : Announcer
- 1971 : Big Jake : Narrator
- 1978 : Talk About Pictures (série TV) : Host
- 2005 : The Naked Monster de Ted Newsom : Narrator